# ブレイエ原子力発電所
ブレイエ原子力発電所（ブレイエげんしりょくはつでんしょ、フランス語：Centrale nucléaire du Blayais）は、フランス共和国ジロンド県ブロウ＝エ＝サン＝ルイ（fr:Braud-et-Saint-Louis）の西に所在する原子力発電所。施設はジロンド川の東岸にあり、ボルドーから北へ50km、ロワイヤンから下流50kmに位置している。

## 概要
所内には4基の加圧水型原子炉があり、それぞれ91万kWを発電している。原子炉プラントの供給元はアレヴァNP社とアルストム社。冷却水を確保するためジロンド川沿いに建設されている。1981年に1号機が稼働し、1983年に2号機以降が一斉に営業運転を開始している。
ブレイエ原子力発電所内には1200人のフランス電力職員と250人のサービス業職員が働いている。4基の原子炉は年間27億kWhの電力を発電している。これはフランスの電力消費量の6.15％に達し、アキテーヌ地域圏の需要量の1.2倍に相当し、運転開始以来6740億kWhの電力を生産している。
1998年、プラント安全性年次報告では堤防の高さを50センチメートルの増設の必要性が通知される。しかし、フランス電力公社（当時）は護岸工事の増設を延期した。1999年11月19日にフランス電力公社は堤防増設を保安作業計画に付け加えられる。1ヶ月後の12月27日、マルタン嵐（fr:Tempête Martin）による河口部の急激な増水で洪水が発生した。保安上の理由で3基の原子炉は自主的に運転停止する（4号炉は通常メンテナンス作業の一環として停止されていた）。この事故は国際原子力事象評価尺度でレベル2に分類された。
1999年1月5日、地方新聞「シュド・ウェスト」（fr:Sud Ouest）は重大事故に近かったという否定的な記事名で事故を報道し、発電所当局は災害シナリオで想定される事態を回避したことを説明した。フランス3による報道では洪水数日後の状況について伝えている。原子力安全防護研究所、IPSN（当時、現在の放射線防護原子力安全研究所、IRSN）は2000年1月17日に報告書を発表し、原子炉建屋基礎について保安評価上で同様の事故が起きる可能性のある原子力発電所にブレイエ以外にベルヴィル原子力発電所、シノン原子力発電所、ダンピエール原子力発電所、グラヴリーヌ原子力発電所およびサン＝ローラン原子力発電所を挙げた。これらの原子炉建屋基礎は立地条件的に十分な高さが確保できないまま建設されていたため、対策について議会報告書が発表され所内外の防護態勢が改善される。
1999年以来、チャノブレイ協会（Association Tchernoblaye）はブレイエ原子力発電所の廃止を求める活動を行なっている。
2002年と2003年にフランス電力公社は国際原子力事象評価尺度レベル1に値する2つの事象を発表し、フランス国内の原子力発電所の耐震性に関して対策する。2002年10月14日の事故については炉心の冷却水を確保する貯水槽の耐震性に関してで、必要な耐震工事は2005年12月に完成する。2003年10月28日にも耐震性に関する事象について発表され、2002年10月14日の事故で貯水槽に接続している配管の耐震性の問題についてであった。

### 原子炉の特性
各原子炉の特性は以下のとおり。
| 原子炉名  | 格納容器形式 （原子炉形式） | 容量（MW）        | 容量（MW）      | 容量（MW）      | 運用者       | 建造者     | 建設開始  | 送電網接続運転開始 | 営業運転開始 | 原子炉の運転終了 |
| 原子炉名  | 格納容器形式 （原子炉形式） | 炉心熱出力（MWt） | 定格出力（MWe） | 平均出力（MWe） | 運用者       | 建造者     | 建設開始  | 送電網接続運転開始 | 営業運転開始 | 原子炉の運転終了 |
| --------- | --------------------------- | ----------------- | --------------- | --------------- | ------------ | ---------- | --------- | ------------------ | ------------ | ---------------- |
| Blayais-1 | CP1 (PWR)                   | 2785              | 951             | 910             | フランス電力 | フラマトム | 1977年1月 | 1981年6月          | 1981年12月   |                  |
| Blayais-2 | CP1 (PWR)                   | 2785              | 951             | 910             | フランス電力 | フラマトム | 1977年1月 | 1982年7月          | 1983年12月   |                  |
| Blayais-3 | CP1 (PWR)                   | 2785              | 951             | 910             | フランス電力 | フラマトム | 1978年4月 | 1983年8月          | 1983年11月   |                  |
| Blayais-4 | CP1 (PWR)                   | 2785              | 951             | 910             | フランス電力 | フラマトム | 1978年4月 | 1983年5月          | 1983年10月   |                  |